# Kaplanova turbina
Kaplanova turbina je vodena turbina propelerskog tipa koja ima podesive lopatice. Razvio ju je 1913. austrijski profesor Viktor Kaplan, koji je kombinovao automatsko podešavanje lopatica propelera sa automatskim podešavanjem vratanaca da bi se dostigla efikasnost na širokom opsegu protoka i nivoa vode.
Kaplanova turbina je evolucija Francisove turbine. Ona omogučava efikasnu proizvodnju energije u uslovima niskog vodenog napona, što nije bilo moguće sa Francisovom turbineom. Glava se kreće od 10−70 metara, a izlaz od 5 do 200 MW. 

## Spoljašnje veze
- [https://web.archive.org/web/20120227192547/http://files.asme.org/asmeorg/Communities/History/Landmarks/13147.pdf